# Woźniki (Tomice)
Woźniki ist eine Ortschaft mit einem Schulzenamt der Gemeinde Tomice im Powiat Wadowicki der Woiwodschaft Kleinpolen in Polen.

## Geographie
Der Ort liegt am rechten Ufer des Flusses Skawa im Pogórze Wielickie, 5 km nördlich von Wadowice, an der ehemaligen Bahnstrecke Trzebinia–Skawce.
Die Nachbarorte sind Bachowice im Norden, Zygodowice im Osten, Radocza und Witanowice im Süden, sowie Graboszyce im Nordwesten.

## Geschichte
Das Dorf entstand wahrscheinlich im frühen 13. Jahrhundert. Der im Jahr 1242 erstmals als Woznyky/Woszniky erwähnte Dienstsiedlungsname ist abgeleitet vom Beruf woznik (deutsch Fahrer des Fuhrwerks). Um 1220 wurde die Abtei der Benediktinerinnen in Staniątki vom Krakauer Kastellan Klemens (Jaksa) Gryfita von Ruszcza gestiftet und mit 50 Dörfer ausgestattet, darunter nach späteren Listen auch Woźniki. Im Jahr 1228 befestigte der Oppelner Woiewode, Klemens von Ruszcza, die Burg in Opole. Als Entschädigung dafür erhielt er vom Herzog Kasimir I. von Oppeln-Ratibor Güter zwischen der Weichsel und Skawa, am östlichsten Rand des Herzogtums Oppeln-Ratibor (erst 1274 wurde die Grenze zu Skawinka verschoben). Ab dem Jahr 1239 gehörte Woźniki zur Abtei Tyniec, die es mit Klemens von Ruszcza für andere Dörfer bei Krakau tauschte.
Seit 1324 gehörte das Dorf zu den Zisterziensern in Mogiła, die davor Zygodowice kauften und nebenan das Dorf Ryczów gründeten.

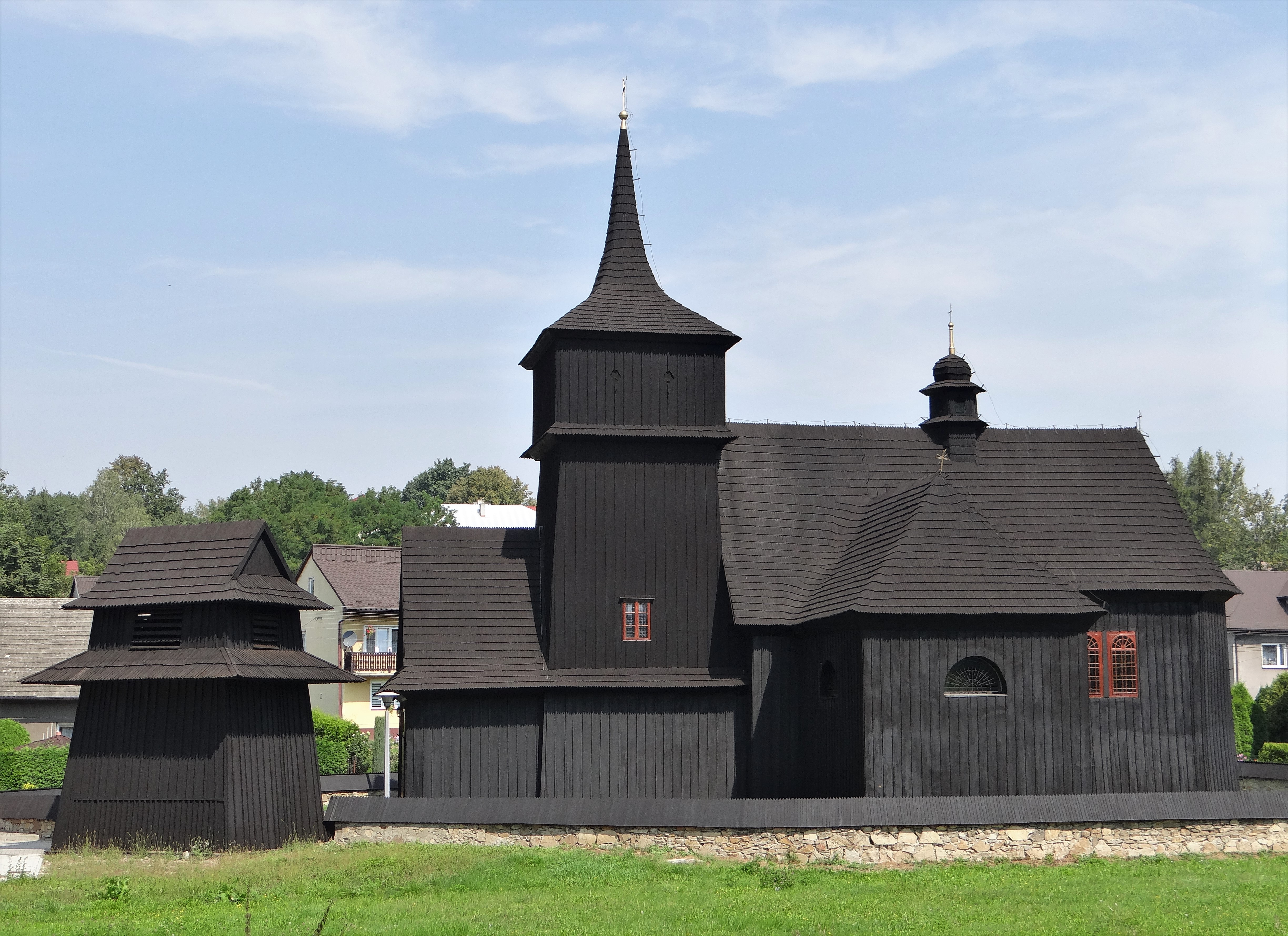
Holzkirche Maria Himmelfahrt

Die im Jahr 1326 als Woznik erwähnte Pfarrei im Dekanat Zator des Bistums Krakau war die Mütterpfarrei der vier Dörfer des Klosters in Mogila im Herzogtums Auschwitz bzw. Zator, sowie der Stadt Wadowice, die erst 1780 unabhängig wurde.
Politisch gehörte das Dorf ursprünglich zum Herzogtum Auschwitz, dies bestand ab 1315 in der Zeit des polnischen Partikularismus. Seit 1327 bestand die Lehnsherrschaft des Königreichs Böhmen. Seit 1445 gehörte es zum Herzogtum Zator, dieses wurde im Jahr 1494 an den polnischen König verkauft. Anschließend wurde das Herzogtum Auschwitz-Zator im Jahr 1564 völlig dem Königreich Polen angeschlossen, als Kreis Schlesien der Woiwodschaft Krakau, ab 1569 in der polnisch-litauischen Adelsrepublik.
Bei der Ersten Teilung Polens kam Woźniki 1772 zum neuen Königreich Galizien und Lodomerien des habsburgischen Kaiserreichs (ab 1804).  Ab 1782 gehörte es dem Myslenicer Kreis (1819 mit dem Sitz in Wadowice). Nach der Aufhebung der Patrimonialherrschaften bildete es nach 1850 eine Gemeinde im Gerichtsbezirk Wadowice im Bezirk Wadowice.
1918, nach dem Ende des Ersten Weltkriegs und dem Zusammenbruch der k.u.k. Monarchie, kam Woźniki zu Polen. Unterbrochen wurde dies nur durch die Besetzung Polens durch die Wehrmacht im Zweiten Weltkrieg. Es gehörte dann zum Landkreis Bielitz im Regierungsbezirk Kattowitz in der Provinz Schlesien (seit 1941 Provinz Oberschlesien), und zwar als eines der einigen Dörfer östlich der Skawa, damals Schaue, die zur Grenze zwischen dem Dritten Reich und dem Generalgouvernement wurde.
Von 1975 bis 1998 gehörte Woźniki zur Woiwodschaft Bielsko-Biała.

## Sehenswürdigkeiten
- Die Katholische Holzkirche Maria Himmelfahrt (1. Hälfte des 16. Jahrhunderts), auf der Holzarchitekturroute von Małopolska (Kleinpolen);[6]